# Klokotós
Klokotós (grec moderne : Κλοκοτός) est une localité située dans le dème de Farkadóna, dans le district régional de Tríkala, dans la périphérie de Thessalie, en Grèce.
Selon le recensement de 2021, elle compte 436 habitants.